# Acer nanum
Acer nanum é uma espécie de árvore do gênero Acer, pertencente à família Aceraceae.